# 白象勲章
白象勲章（Order of the White Elephant）は、1861年にラーマ4世によって制定されたタイ王国の勲章。正式名称は "เครื่องราชอิสริยาภรณ์อันเป็นที่เชิดชูยิ่งช้างเผือก" 英語では"The Most Exalted Order of the White Elephant" である。
軍人への下賜に見られるように、王冠勲章よりも格上とされている。
外国人に贈られるタイ王国最高の勲章であり、日本人では大平正芳、土屋義彦、石井米雄など多くが受勲している。

## 等級
勲章の等級は下記八等ある。
- - 勲特等：特等ナイト・グランド・コルドン（มหาปรมาภรณ์ช้างเผือก, Knight Grand Cordon、大綬騎士章、略称ม.ป.ช.）
- - 勲一等：ナイト・グランド・クロス（ประถมาภรณ์ช้างเผือก, Knight Grand Cross、大十字騎士章、略称ป.ช.）
- - 勲二等：ナイト・コマンダー（ทวีติยาภรณ์ช้างเผือก, Knight Commander、指揮者騎士章、略称ท.ช.）
- - 勲三等：コマンダー（ตริตาภรณ์ช้างเผือก, Commander、指揮者章、略称ต.ช.）
- - 勲四等：コンパニオン（จัตุรถาภรณ์ช้างเผือก, Companion、従事者章、略称จ.ช.）
- - 勲五等：メンバー（เบญจมาภรณ์ช้างเผือก, Member、略称บ.ช.）
- - 勲六等：ゴールド・メダル（เหรียญทอง, Gold Medal、略称ร.ท.ช.）
- - 勲七等：シルバー・メダル（เหรียญเงิน, Silver Medal、略称ร.ง.ช.）

## 軍人・警官への下賜
白象勲章および王冠勲章は、陸海空問わず、軍人および警官へ下賜される場合においては一定の決まりがあり、通常階級によって決まる。以下はその対応表である。
- 大将・・・白象勲章勲特等
- 中将・・・白象勲章勲特等
- 少将・・・王冠勲章勲特等
- 特別大佐・・・白象勲章勲二等あるいは王冠勲章勲一等
- 大佐・・・王冠勲章勲二等
- 中佐・・・白象勲章勲三等
- 少佐・・・王冠勲章勲三等
- 大尉・・・白象勲章勲四等
- 中尉・・・王冠勲章勲四等
- 少尉・・・白象勲章勲五等あるいは王冠勲章勲六等
- 准士官（曹長クラス）・・・白象勲章勲六等
- 軍曹・・・王冠勲章勲六等
- 伍長・・・白象勲章勲七等
- 兵長・・・王冠勲章勲七等

ただし、勤続年数など、下賜の厳密な条件に関して細かい条件はある。
タムルアン洞窟の遭難事故では遭難現場まで物資を届けに行った最中に死亡した元タイ王国海軍特殊部隊のダイバーが軍曹（退役時）から少佐に特進し白象勲章勲一等が授与された例がある。